# Savoy Truffle
〈Savoy Truffle〉은 1968년 음반 《The Beatles》의 영국의 록 밴드 비틀즈의 곡이다. 이 노래는 조지 해리슨이 작곡했으며 그의 친구 에릭 클랩튼이 초콜릿을 좋아하는 것에 영감을 받았다. 이 가사는 맥킨토시의 굿 뉴스 초콜릿에서 제공되는 다양한 맛을 나열하고, 클랩튼이 그의 치아가 가질 수 있는 해로운 영향에 대해 경고하는 역할을 한다. 클랩튼의 게스트 출연과 함께 화이트 앨범 트랙 〈While My Guitar Gently Weeps〉와 해리슨이 크림의 〈Badge〉에 대해 보답하며, 두 기타리스트 사이의 오래 지속되는 음악 협동의 시작을 알리는 여러 곡 중 하나이다.